# Cornamusa

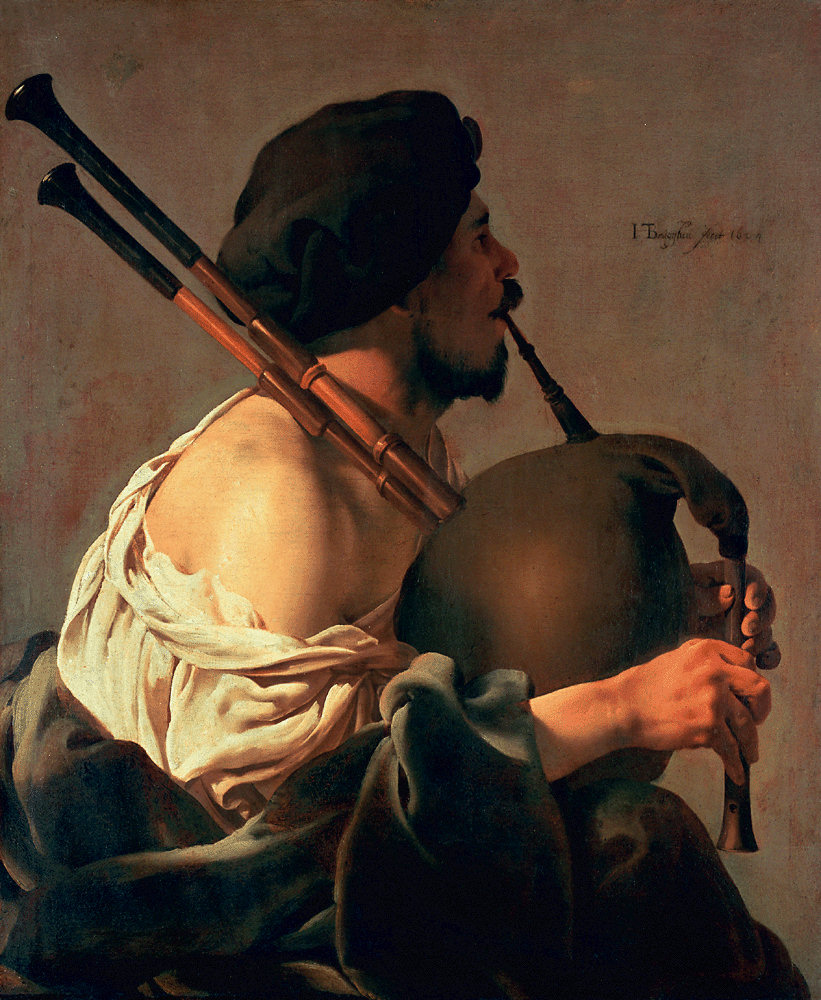
El cornamusaire, per Hendrick ter Brugghen (Segle XVII, Països Baixos)

La cornamusa és un instrument musical aeròfon constituït per un bot petit de cuir que serveix de dipòsit d'aire. Aquest bot té tres forats, on s'adapten tubs diferents: el més petit, anomenat tudell, serveix per a insuflar l'aire amb la boca; el segon, el grall, té un seguit de forats que permeten de fer la melodia; i del tercer forat, dit grall, en surt un nombre variable de tubs.
Malgrat que la cornamusa escocesa denominada Great Highland Bagpipe i la irlandesa Uilleann pipes són les que tenen una major visibilitat internacional, i que a nivell estatal la gaita gallega és la més popular, històricament s'han trobat cornamuses arreu d'Europa, al nord d'Àfrica, al Golf Pèrsic i al Caucas. (Vegeu: Llista de cornamuses).

## Visió de conjunt

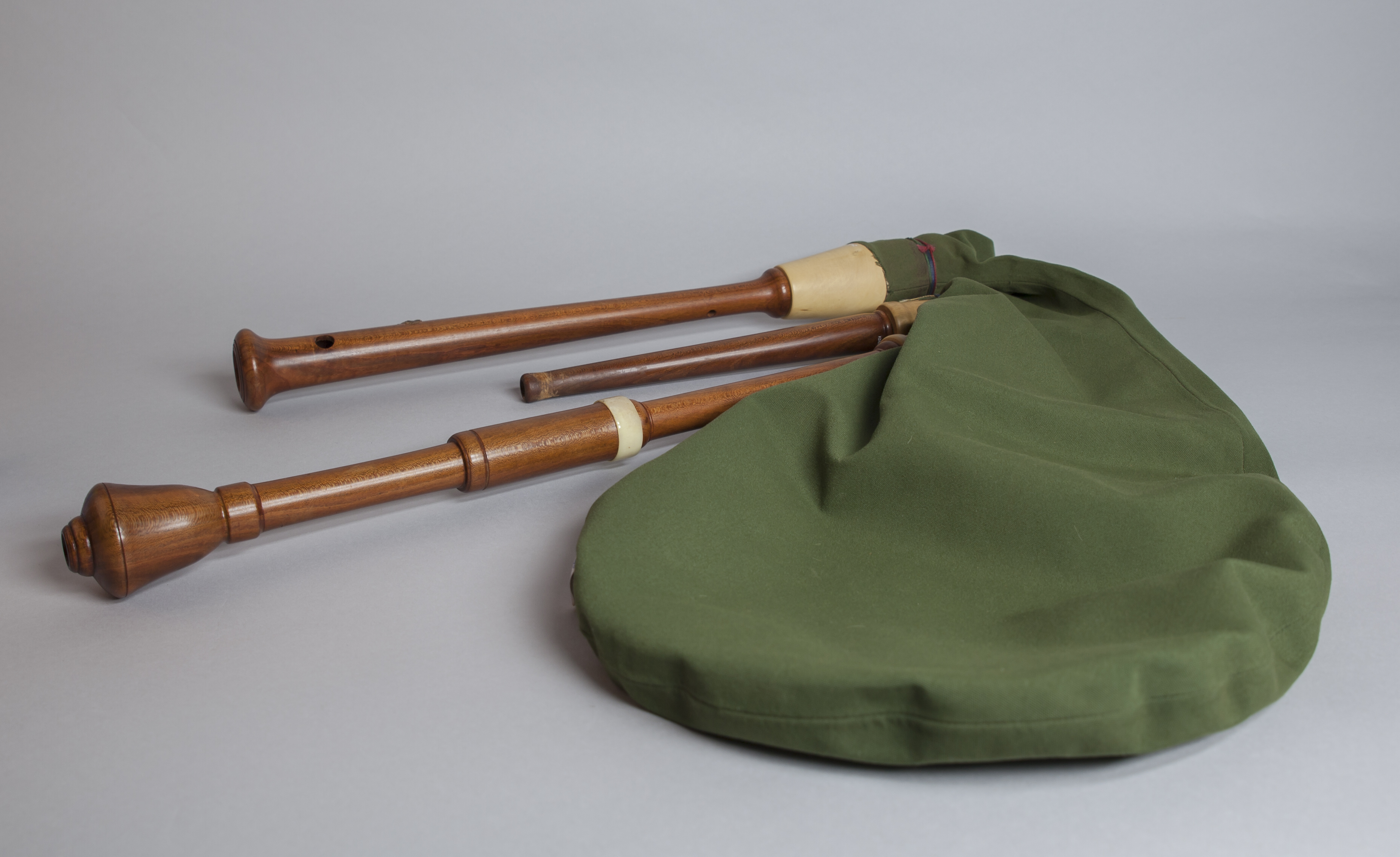
Cornamusa construïda per Xavier Orriols i exposada al Museu de la Música de Barcelona

Com a mínim, una cornamusa consisteix en un artefacte que aporta aire, una bossa, un grall i, normalment un bordó. Algunes cornamuses tenen bordons addicionals (i a vegades també gralls addicionals) amb combinacions diverses, que se subjecten entre ells i a una peça que els uneix al sac.

### Aportació d'aire
La forma més habitual d'aportació de l'aire és bufant a través d'un bufador. En alguns tipus de cornamuses l'intèrpret ha de tapar l'extrem del bufador amb la llengua mentre inhala, però els bufadors moderns incorporen una vàlvula que ja no ho fa necessari.
Una innovació que data del segle xvi o del xvii fou l'afegit de manxes per a subministrar l'aire. En aquestes cornamuses l'aire no s'aporta amb la respiració de l'instrumentista, la qual cosa va fer que aquests instruments poguessin incorporar unes llengüetes més refinades i delicades, amb un so menys potent i estrident. Les més famoses d'aquest tipus són la uilleann pipes irlandesa, la Northumbrian smallpipes i la musette.
La possibilitat d'emprar un subministrament artificial d'aire com per exemple un compressor ha estat discutida ocasionalment pels cornamusaires, i tot i que s'han fet experiments en aquesta direcció, no sembla que de moment hagi de ser una solució que s'adopti generalitzadament per molt de temps.
El bufador és el tub a través del qual s'insufla aire en el bot o sac de les cornamuses que són bufades directament i que per tant no tenen una manxa accionada amb el braç, i que són la majoria. Això succeeix, doncs, en les dues cornamuses pròpies de zones on es parla el català, és a dir el sac de gemecs i les xeremies, respectivament de Catalunya, Catalunya Nord i Andorra, i Mallorca.

### Sac
El sac és simplement el lloc on es fa la reserva d'aire que s'emmagatzema, i que permet de ser introduït –mentre regulant-ho al seu gust- mentre l'instrumentista respira o agafa aire amb les manxes, la qual cosa possibilita aquest so continuat característic. Els materials usats per fer els sacs varien molt, però el més habitual són les pells d'animals locals com cabres, bens, i vaques. Més recentment s'han generalitzat força els sac fets amb materials sintètics com per exemple el Gore-Tex.
Els sacs que es fan amb materials originàriament més grans normalment es relligaven amb fil, en el cas dels sacs de pell, o s'engomen, en el cas dels que són fets amb materials sintètics, per tal de reduir les pèrdues d'aire. Els tallen els forats en els quals s'han d'encaixar les peces on encaixen els tubs. En els casos de sacs fets amb pells d'animal senceres o quasi senceres, aquestes s'encaixen en els punts corresponents al coll i als inicis de les extremitats de l'animal; aquesta és la forma habitual al centre i est d'Europa.

### Grall
El grall és el tub sonor que fa la melodia, i que es toca amb una mà o amb ambdues. Pot ser de perforació cònica o cilíndrica. A més, la canya pot ser simple o doble. La simple sempre es dona en els de tub cilíndric, mentre que la doble –que és més freqüent- es dona tant en tubs cilíndrics com cònics.
El grall té el tub obert pel final; per això no és fàcil per a l'intèrpret parar el so ben bé quan es vol. Això significa que la majoria de cornamusaires toquen legato; sobretot per aquesta dificultat d'articular el so, en lloc d'articulacions s'hi afegeixen ornaments i accents. Aquests ornaments són realment molt importants per donar a cada interpretació en cada estil i amb cada tipus de cornamusa la seva forma expressiva per la qual cosa són molt específics, habitualment d'una notable complexitat i requereixen un considerable estudi i pràctica per dominar-los.
Algunes cornamuses com la musette de cour, la uilleann pipes o la Northumbrian smallpipe tenen el final del grall tapat o el poden tapar amb la cama de l'intèrpret, de manera que quan es tapen tots els forats, el grall calla. Això fa que aquestes cornamuses puguin tocar en staccato; malgrat això, continuen fent servir ornamentació atès que té una funció estilística important.
Tot i que la majoria de grall no tenen claus, alguns sí que en tenen, ja sigui per estendre l'àmbit o per augmentar el nombre de notes notes alterades que pot produir. Hi ha gralls amb dos tubs i amb dos forats per a cada nota. Els de doble tub poden produir un so comparable al de l'acordió. Una tipus antic de doble grall amb llengüeta simple és el de la cornamusa anomenada "Scottish Stock and Horn" del qual parla Robert Burns.
Alguns gralls tenen regulador com la Uilleann Pipes. És un grall addicional i fa algunes notes i opera pressionant les claus amb el final dels palmells. Es subjecta al mateix lloc que els bordons i reposa sobre els genolls; permet de fer un acompanyament musical acordal limitat però efectiu.
Diferent del doble grall, dos tubs tallats en un bloc de fusta, són les cornamuses amb dos gralls. En el primer cas cada dit tapa simultàniament un forat d'un tub i el forat corresponent del segon tub; en el cas de sos gralls, cada un es toca amb una mà i, per tant, es poden fer melodies independents, una pot fer un bordó o tocar en moviment paral·lel sovint per terceres o per sextes (tal com passa amb la zampogna del sud d'Itàlia) mentre que en altres cultures toquen a l'uníson (en la majoria de cornamuses de països àrabs). També té dos gralls la denominada "Magdeburg Pipe/Schaper Pfeiff" que es troba als gravats del tractat Syntagma Musicum de Michael Praetorius, de l'any 1619.
Degut a l'acompanyament que fa(n) el(s) bordo(ns), la manca de modulacions en la melodia, i el timbre estable de la canya inserida en la càpsula d'aire, en la majoria de cornamuses, els gralls estan afinats segons l'escala temperada.

### Bordó
La majoria de cornamuses tenen, com a mínim, un bordó. Normalment el bordó és un tub cilíndric amb una canya simple, i menys habitualment doble. Normalment es fa en dues o tres parts que es munten amb una juntura lliscant que permeti afinar-lo. Normalment són de fustes locals, tot i que modernament també es construeixen amb banús o granadillo negre. Algunes variants modernes els tenen de metall o de plàstic.
Segons els tipus de cornamusa, els bordons poden reposar damunt l'espatlla del cornamusaire, sobre el seu braç, o discórrer paral·lel al grall. Alguns bordons tenen un mecanisme que permet ajustar i modificar la seva llargada bo i obrint un forat de manera que un mateix bordó pot ser afinat en dues o més altures diferents. Aquest mateix mecanisme a vegades també pot inutilitzar el bordó. Normalment, quan hi ha un sol bordó està afinat dues octaves per sota de la fonamental del grall; si n'hi ha més, el que s'hi afegeix és l'octava inferior i, en tot cas, la quinta. No obstant això, aquesta és una descripció només aproximada. En el cas de la Uilleann pipes hi ha tres bordons (que es poden desactivar) que tenen una altra afinació: el tenor (el més curt) fa la fonamental del grall, el baríton sona una octava per sota, i el baix, dues octaves per sota. Hi ha indicis que hi pot haver hagut casos en els quals un quart bordó, més curt que el tenor tocava a la quinta superior.

## Història

### Orígens a l'antiguitat
Una possible referència textual es pot trobar en l'obra d'Aristòfanes "Els acarnesos", que data del 425 a. J.C., si bé alguns consideren que no es refereix a la cornamusa sinó a l'aulos. Alguns segles més tard, Suetoni va descriure l'emperador romà Neró tocant la tibia utricularis. Dio Chrysostom que probablement era alguna forma de cornamusa.

### Difusió i desenvolupament a Europa

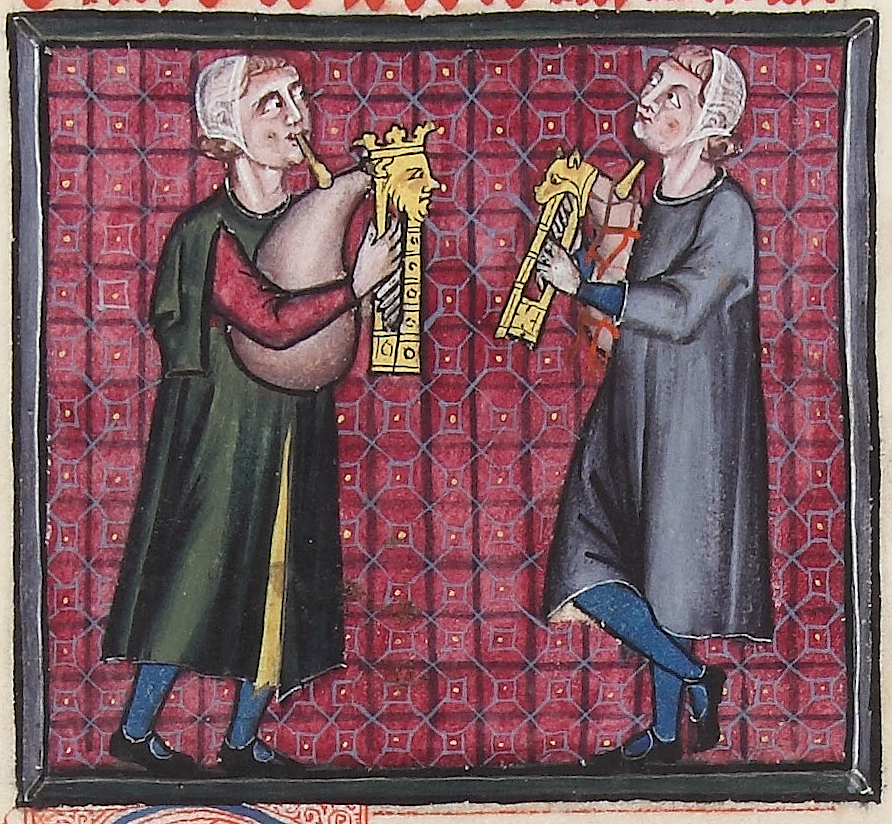
Un detall de las Cantigas de Santa Maria mostrant una cornamusa amb un grall i dos bordons paral·lels

A principis del segon mil·lenni les cornamuses van començar a ser freqüents a l'art i la iconografia europeus. Les Cantigas de Santa Maria recopilades a Castella a mitjan segle xiii mostren diversos tipus de cornamuses. Tot i que no hi ha acord sobre l'evidència de cornamuses a les Illes Britàniques abans del segle xiv, s'esmenta explícitament als Contes de Canterbury escrits vers el 1380: "A baggepype wel coude he blowe and sowne, /And ther-with-al he broghte us out of towne."
Exemples reals de cornamuses anteriors al segle xviii són extremadament rars; tot i això han sobreviscut un nombre important de pintures, gravats, dibuixos, relleus, il·luminacions de manuscrits, etc. Deixen clar que les cornamuses eren molt i molt variades arreu d'Europa i fins i tot dins d'una mateixa regió. Es poden trobar molts exemples d'antigues cornamuses folklòriques del continent en pintures de Brueghel, Teniers, Jordaens i Durer.

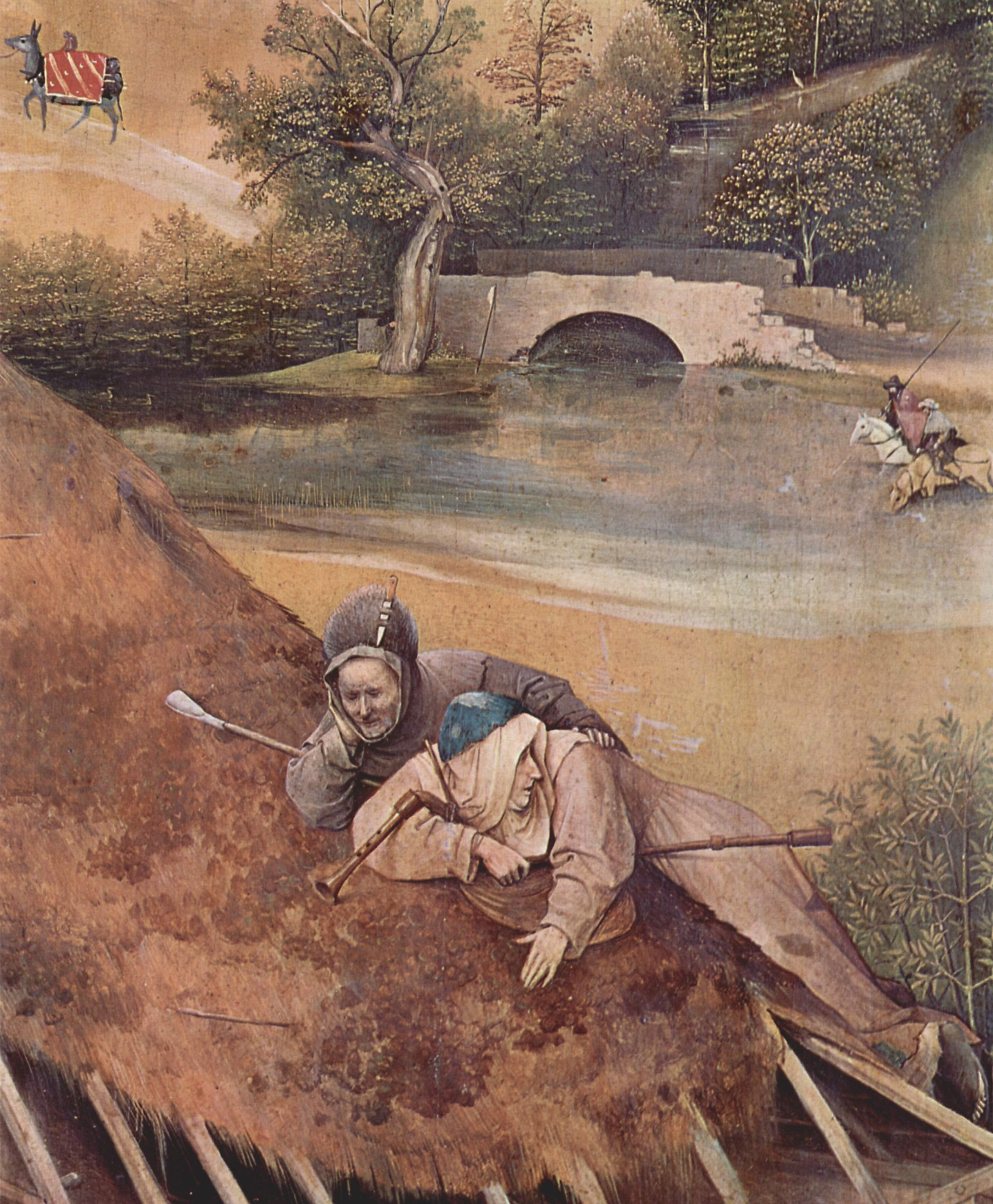
Un detall d'un quadre de Hieronymus Bosch mostrant dos cornamusaires []

Vers el 1581 hi ha proves de cornamuses a Irlanda quan al "The Image of Irelande" de John Derrick clarament es descriu un cornamusaire caigut en combat. Les il·lustracions de Derrick habitualment són considerades com a raonablement fidels a la vida quotidiana anglesa i irlandesa del segle xvi. L'any 1760 Joseph MacDonald va portar a terme el primer estudi seriós de la cornamusa escocesa de les terres altes (Scottish Highland bagpipe) i la seva música. Més al sud, un manuscrit datat l'any 1730, degut a Willaim Dixon i provinent de Northumberland conté música que s'adequa prou bé a la Border pipes, un tipus de cornamusa similar a la moderna Great Highland Bagpipe. Malgrat això, la música del manuscrit de Dixon és molt diferent de la majoria de música de la Scottish Highland bagpipe, en tant que consisteix en sèries de variacions sobre melodies habituals de dansa. Algunes de les melodies del manuscrit de Dixon es corresponen amb les que es troben en un manuscrit de principis de segle xix amb música per a la Northumbrian smallpipe.
A mesura que la música occidental es va desenvolupar tant en el sentit de sofisticar-se musicalment com en el de la tecnologia dels instruments, les cornamuses de moltes regions van perdre el favor de la gent en ser més limitades d'efectes i possibilitats que molts altres instruments. Això comportà una tavellada lenta però constant que en molts casos va arribar fins al segle xx.
Hom pot trobar àmplies i ben documentades col·leccions de cornamuses al Metropolitan Museum of Art de Nova York, al Museo de la Gaita, de gijón, i al Pitt Rivers Museum d'Anglaterra, a part de col·leccions més particulars i d'interès més local o regional, com el Museu d'instruments tradicionals grecs, d'Atenes.

### Història recent
Durant l'expansió de l'Imperi Britànic, la Scottish Great Highland Bagpipe es va difondre fins a la punt d'esdevenir la cornamusa més coneguda a nivell mundial, gràcies a l'exèrcit britànic que incloïa els anomenats "Highland regiments". Molts cornamusaires van ser entrenats per servir a l'exèrcit britànic durant les dues guerres mundials. Això va coincidir en el temps amb el declivi de molts tipus de cornamuses propis d'altres indrets d'Europa. No sols a l'exèrcit sinó també a la policia d'indrets com Escòcia, Canadà, Austràlia, Hong Kong i els Estats Units d'Amèrica es va formar bandes de cornamuses basades en el tipus escocès difós per l'exèrcit britànic. La Tayside Police Pipe band es va formar l'any 1905 i encara està en funcionament. Al Regne Unit i a Nova Zelanda aquest tipus de cornamusa s'usa normalment a l'exèrcit i es toca regularment a les cerimònies formals. Altres exèrcits que han adoptat formes de l'exèrcit britànic també han adoptat la cornamusa escocesa com és el cas dels d'Uganda. Pakistan, Sri Lanka o Oman.
En temps més recents, normalment guiat per moviments de recuperació de la música i la dansa tradicionals de diversos països, molts tipus de cornamuses han vist com tornava a créixer la seva popularitat i en alguns casos, instruments que estaven a punt de la seva extinció han conegut una gran popularitat. A la Bretanya es va adoptar el concepte de "pipe band" (banda de cornamuses), es va importar la Great Highland Bagpipe i es va crear el bagad, un conjunt instrumental propi de la música bretona. L'estil i llenguatge propi de la banda de cornamuses també s'ha implantat amb èxit a la gaita gallega.
La cornamusa ha estat emprada en moltes pel·lícules que mostraven moments diversos de societats en què aquest instrument té un efecte de representació nacional important com poden ser Escòcia, Irlanda o Galícia. Riverdance va servir perquè la Uilleann pipes fos molt més coneguda. També s'han fet experiments interessants en el terreny del rock, sobretot en el del rock progressiu) i fins i tot en el del heavy metal, on alguns grups han emprat cornamuses com a instruments convidats en alguns àlbums. Aquest és el cas de Nightwish, el grup finès de metal sifònic que van integrar a Troy Donockley tocant la Uilleann pipes en diverses cançons del seu àlbum Dark Passion Play.
A finals del segle xx s'han inventat diversos models de cornamuses electròniques. El primer model de cornamusa MIDI la va inventar el gaiter asturià José Ángel Hevia Velasco, normalment conegut simplement com a Hevia. Alguns models permeten a l'instrumentista seleccionar el tipus de so que es vol que emeti la cornamusa. De moment no s'han difós més degut a alguns limitacions tècniques, però han trobat un lloc important en el mercat com a instruments d'estudi perquè poden ser utilitzats amb auriculars. Cal dir, però, que alguns puristes no accepten que aquests instruments siguin veritablement cornamuses atès que no són instruments aeròfons sinó electròfons.

## Terminologia i gramàtica
Es creu que l'origen de la paraula cornamusa prové del francès, derivada dels verbs corner i muser. D'aquest últim ja derivava la paraula muse. Apareix formada a principis del segle xiii, segle i mig més tard de la primera referència que es té de la muse. Hi ha dues teories al voltant de l'evolució del mot: es creu que és probable que en aquell moment, cornemuse fos un típus específic de muse, amb un so més brillant i fort, o bé que el nom cornemuse aparegués després que s'incorporés el bordó a la muse -que fins al segle XII no en portava-. Joan Amades, però, sosté que l'origen de la paraula és provençal, derivada dels mots corn -molt relacionat amb els instruments de vent- i musa -mot per designar els sarrons-. Jordi Tomàs, en canvi, també defensa l'origen occità però creu que prové de corn i muzar -que significa entretenir-se-. Sigui quin sigui l'origen de la paraula, ràpidament es va estendre pel Regne d'Aragó i Itàlia.
Cornamusa és el mot amb què es troba mencionat l'instrument a Catalunya de manera gairebé exclusiva durant tota l'edat mitjana i es mantingué en un nivell més culte (corts reials) i sobretot a Barcelona i València.
El terme actual més emprat a Catalunya per al tipus de cornamusa propi d'aquesta zona és el de "sac de gemecs". Aquest ja es troba, entre d'altres, en quaderns d'organista del segle xviii (en realitat "sac dels gemecs"). De totes maneres, aquesta terminologia coincideix amb la de "gaita", sense dubte com un manlleu del castellà, però per a designar el mateix instrument.
A Catalunya Joan Amades va recollir, al costat del sac dels gemecs, els noms següents: sac de les aspres (Lluçanès), bot dels gemecs (Lleida, Segrià). En alguns llocs se l'anomena únicament amb la paraula bot, boto o botet (Ribagorça, Urgell, Rosselló, Pallars o a la Val d'Aran) o també bot de la gaita i gaita de bot, bot de les nines (Cerdanya i Conflent), borrassa (Catalunya del Nord), cabreta (Catalunya del Nord), cames d'ovella (Catalunya del Nord), borrassa d'en Paziols (Catalunya del Nord), coixinera (Empordà), borrega (Penedès), manxa borrega, botella. Els noms referits a plors i gemecs fan esment al so monòton característic dels bordons: la buna o la ploranera.
A voltes s'ha associat a noms de dona: Catarineta, Margarideta (Osona i Ripollès), Marieta verda (Lluçanès) i altres cops la seua denominació ve de la funda de color verd que recobria antigament el bot, criatura verda, marieta verda, mossa verda o noia verda.
El nom generalitzat en comarques gironines com La Selva era el de coixinera, mentre que en altres rodals com Cervera es coneixia pel nom de gaita.
Finalment cal assenyalar que a Mallorca, on l'instrument roman viu en l'actualitat li han donat el nom de xeremies.
El terme emprat a la major part de la península Ibèrica, "gaita", té clares connexions amb les denominacions de cornamuses -gaida, gajde, gajdë, gajdy, ghaida, ghaite, ghayṭa, kaita, aghiyad, algaita-, moltes d'elles d'Europa oriental. Segons Christian Poché i John M. Schechter al seu article Gaita al New Grove Dictionary of Music and Musicians, la raó I arrel estaria en el mot gait o ghaid (cabra, la pell de la qual s'emprava habitualment per fabricat el sac), de la llengua gòtica que haurien portat els visigots a moltes de les zones d'Europa en què s'empren aquestes denominacions, inclosa la península Ibèrica.
En anglès, alemany i en altres llengües germàniques els noms emprats sorgeixen d'ajuntar dos dels conceptes principals d'aquests instruments: el bot (bag en anglès), i el grall (pipe en anglès).
Arreu s'observa una notable tendència que el mateix nom que serveix per a identificar la cornamusa pròpia del territori s'empri, sovint, també, com a genèric de totes les cornamuses en aquesta llengua. Així succeeix, per exemple, en castellà -i, per influència d'aquest, també en català- quan hom parla de gaita escocesa en lloc de referir-se a la cornamusa escocesa. Altres exemples es poden veure en txec (Dudy), en serbocroata (Gajde), suec (Säckpipa), etc.
Pel que fa a la denominació de l'instrumentista, a Catalunya s'anomena normalment sacaire, tot i que la denominació de "gaiter" tampoc no és estranya perquè coincideix amb el músic que sona la "gaita" de les comarques de l'Ebre, propera a la gralla i a la dolçaina; Joaquim Rubió i Ors, l'any 1839 publicà al Diario de Barcelona una poesia titulada Lo gaiter del Llobregat, nom que va adoptar com a pseudònim per als seus escrits. A Mallorca són coneguts com a xeremiers.
A les zones de parla anglesa la denominació habitual és la de "piper" o –menys- "bagpiper". Altres nomenclatures europees són Pfeifer (alemany), Gaiteiro (portuguès i gallec), Gaiteru (Asturià), Gaitero (Castellà), Dudák or Gajdar (Txec), Dudás, Sipos, or Gajdos (hongarès), Zampognaro (italià), Cimpoieru (romanès), Tsambounieris (grec), Gaidar (búlgar: Гайдар; derivat de Гайда, Gayda - cornamusa), Gaidar (rus) i Dudziak (polonès).

## Ús modern

### Tipus de cornamuses
Avui en dia hi ha dotzenes de tipus de cornamuses en ús per tot Europa i Orient Pròxim així com a través de molts dels indrets que van formar part de l'imperi britànic. Si a nivell mundial, la Great Highland Bagpipe esdevé com una mena d'ombra que plana per sobre de tots els altres tipus, fins a cert punt passa quelcom semblant amb la gaita gallega a nivell de l'Estat espanyol. Malgrat el declivi de molts d'aquests tipus tradicionals al llarg de les darreres centúries, en els darrers anys s'ha vist ressorgir molts d'aquests tipus o fins i tot el renaixement d'aquests com a veritables instruments tradicionals, com en el cas del sac de gemecs que s'havia pràcticament extingit, la Uilleann pipes que només tocaven un petit grup de mestres intèrprets, o, en mesures diverses, la gaita gallega, la gaita asturiana, la gaita de boto de l'Aragó, el biniou bretó, la Gaida dels Balcans, la Tulum de Turquia, etc.
Tradicionalment, un dels usos més habituals de les cornamuses en moltes tradicions en les quals era present, era proporcionar música de dansa. En molts països, l'ascens de les bandes de músics professionals encarregats de fer música de ball va contribuir al declivi de les cornamuses, així com l'ascens de la música enregistrada i el mateix declivi de la música tradicional de ball.

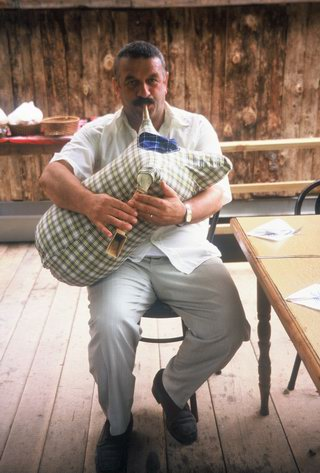
Un home Laz tocant un Tulum
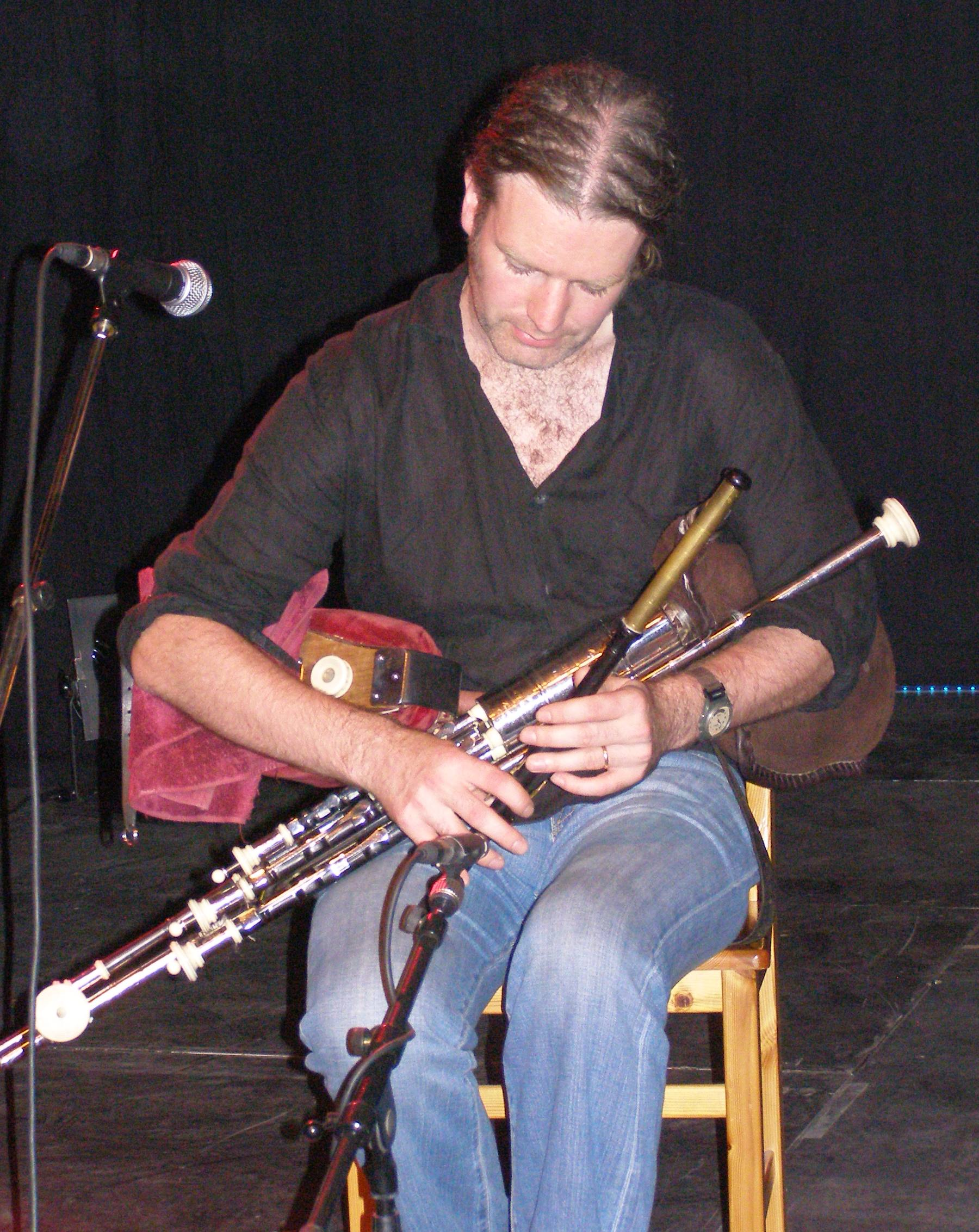
La Uilleann pipes irlandesa tocada per Cillian Vallely
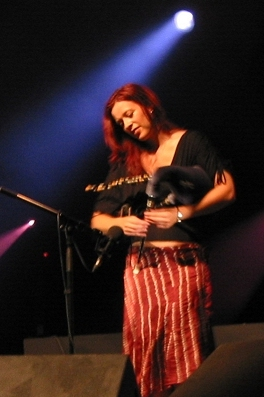
Kathryn Tickell tocant la Northumbrian smallpipes
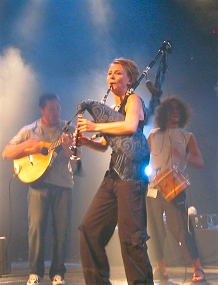
Una interpretació amb gaita gallega
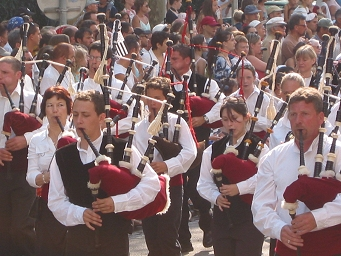
Un bagad bretó, o banda de cornamuses de Bretanya
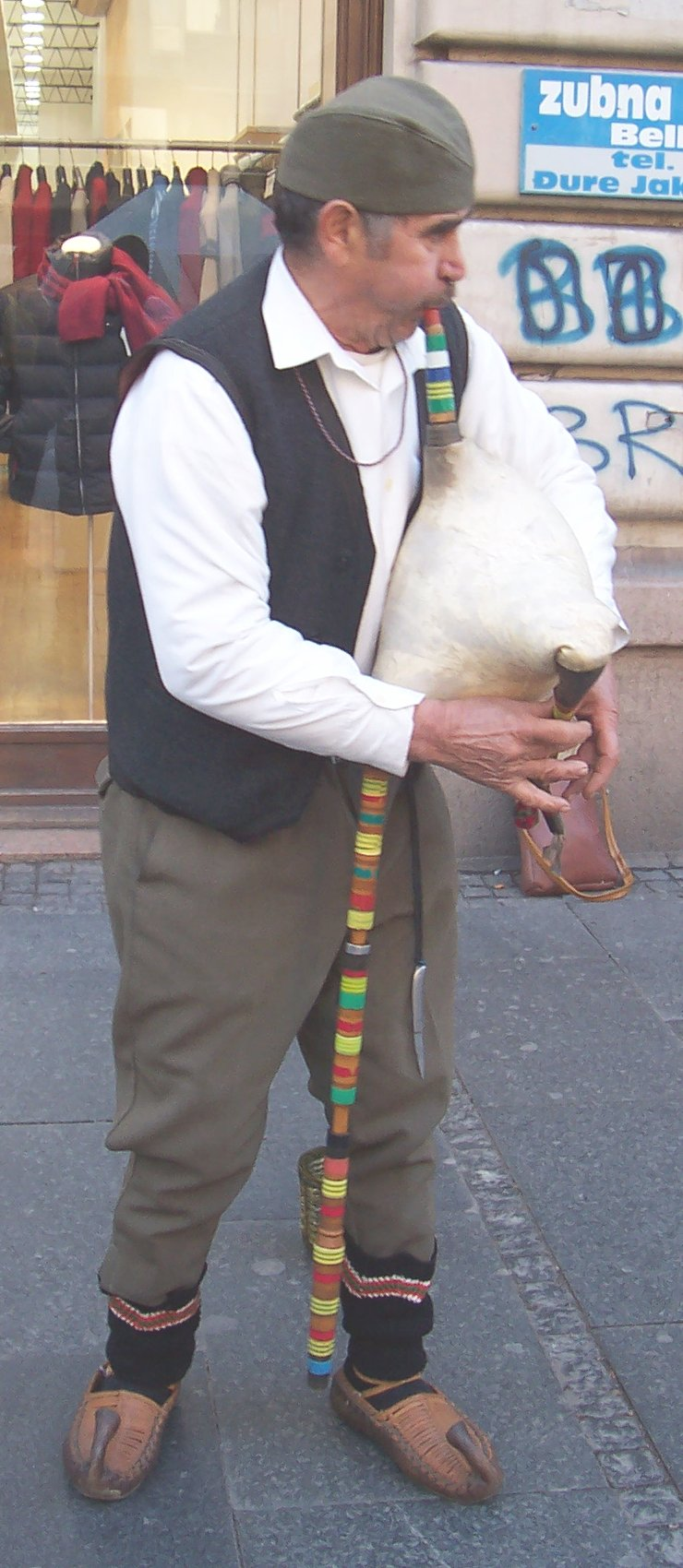
Un cornamusaire serbi
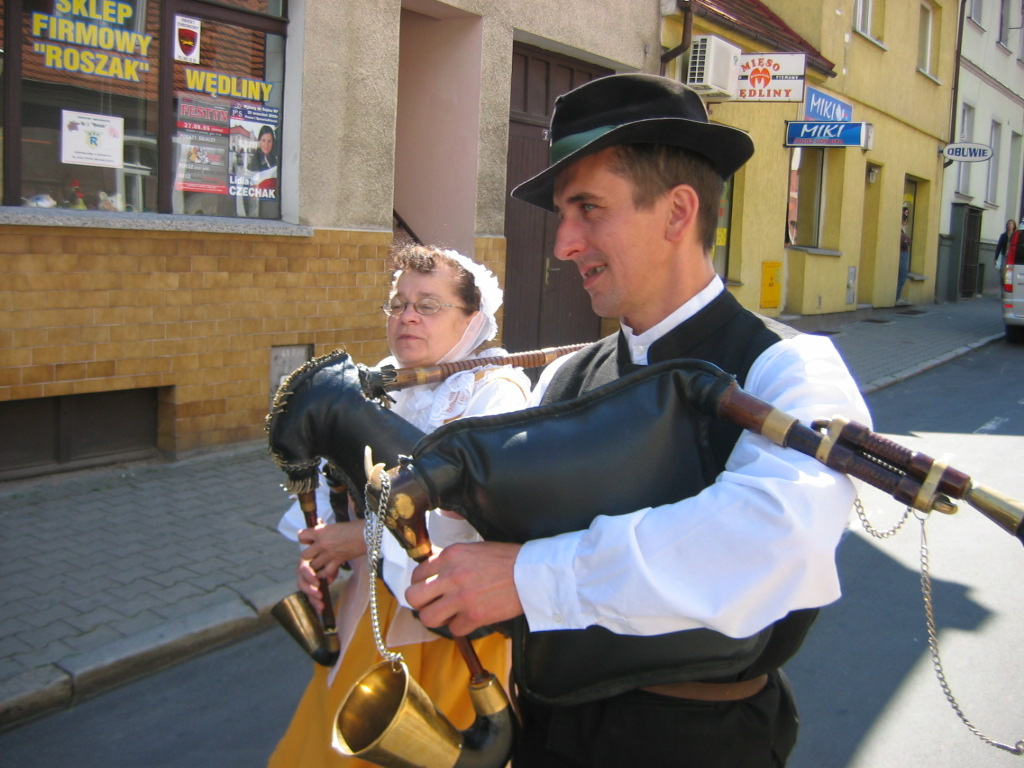
Cornamusaires polonesos
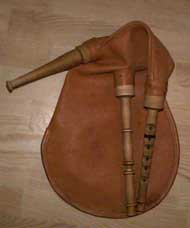
Säckpipa, cornamusa tradicional de Suècia
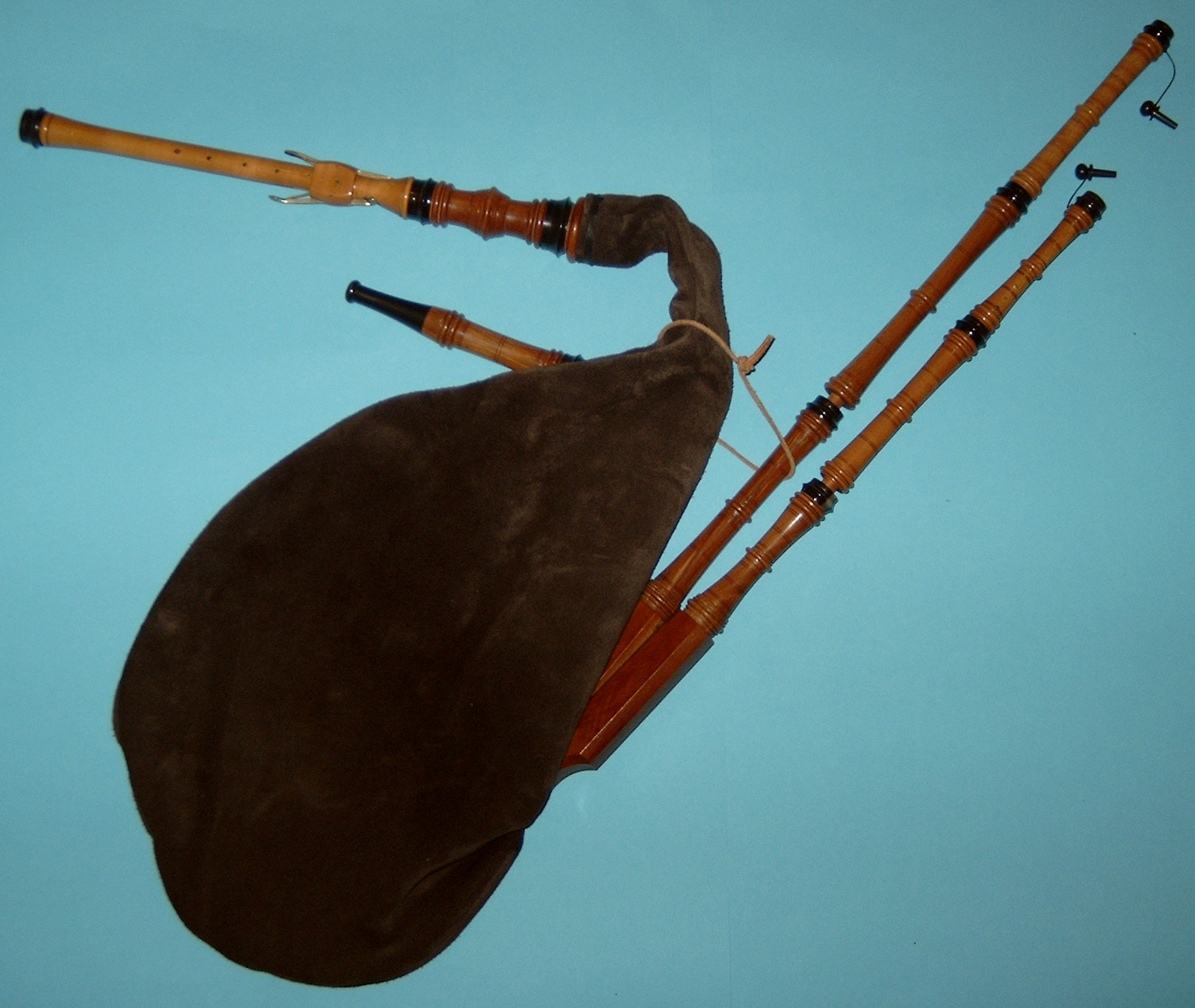
Hümmelchen.

### Fets relatius a la interpretació
No hi ha manera, de moment, de donar una xifra estimativa de quanta gent toca la cornamusa arreu del món. No obstant això cal tenir present que hi ha centenars de bandes arreu del món modelades a l'estil de les que va difondre l'exèrcit britànic, ja sigui tocant la Great Highland Pipes o altres tipus, com en el cas de la gaita gallega. Però també hi ha molts més cornamusaires que no toquen en bandes, especialment en aquells indrets on les bandes no s'han popularitzat i la cornamusa continua essent, fidel a la tradició del país o de la societat un instrument que toca sol o en petits grups, ja siguin homogenis –amb altres cornamuses- o heterogenis, tocant amb instruments d'altres tipologies –especialment percussions i flautes o xeremies, com és el cas del sac de gemecs i de les xeremies de Mallorca.
Al marge dels qui la toquen hi ha també els altres professionals de la cornamusa que són els qui les continuen construint o les tornen a construir, i els que l'ensenyen a tocar. Amb tot, especialment en aquells casos en què la cornamusa continua o torna a ser un instrument veritablement incardinat dins de la tradició folklòrica, és habitual que els papers de mestre, intèrpret i constructor coincideixin sovint en una mateixa persona.

### Ús fora de la música tradicional
Des dels anys 1960, les cornamuses també han tingut determinats usos fora de la música tradicional, incloent el jazz, el rock, el hip-hop, o la música clàssica. En són exemples la cançó "Mull of Kintyre" de Paul McCartney, "It's A Long Way To The Top" d'AC/DC, "Shoots and Ladders" de Korn, o la composició Orkney Wedding, With Sunrise de Peter Maxwell Davies. El músic nord-americà Rufus Harley fou el primer a fer-la servir en el jazz.

### El futur
Arreu del món, moltes tradicions vinculades a les cornamuses estan experimentant forts moviments de revifalla. Augmenten les associacions que promouen les bandes de cornamuses, els enregistraments de música per a aquests instruments augmenten i així ho han fet les seves vendes. Els estils interpretatius continuen evolucionant i beneficiant-se d'uns intercanvis entres tradicions diferents a un ritme que no s'havia experimentat fins fa uns anys. Semblantment, han avançat els coneixements relatius a la construcció d'instruments la qual cosa els ha capacitat per tocar en estils i amb possibilitats impossibles en estadis anteriors.

## Publicacions sobre cornamuses

### Publicacions periòdiques
- Chanter, publicat per The Bagpipes Society
- Common Stock, Journal of the Lowland and Borders Pipers Society
- pipes|drums
- The Piping Times Arxivat 2008-06-18 a Wayback Machine. (des de 1948)
- The Voice Arxivat 2008-05-13 a Wayback Machine. Publicat per la EUSPBA Eastern United States Pipe Band Association, Associació de bandes de cornamuses de l'Est dels Estats Units.
- Na Piobairi Uilleann publica un revista
- La Northumbrian Pipers' Society publica un revista
- Piping Today Arxivat 2008-02-01 a Wayback Machine. produïda per The National Piping Centre
- New Zealand Pipe band, Publicat per RNZPBA, Royal New Zealand Pipe Bands Association, la Reial Associació de Bandes de Croamuses de Nova Zelanda.
- pipes|drums un noticiari on line sense afany de lucre sobre el món de les cornamuses escoceses. Publicat per GHB Communications.

### Llibres
- The Book of the Bagpipe, Hugh Cheape
- The Highland Bagpipe and its Music, Roderick D. Cannon
- The Highland Pipe and Scottish Society 1750-1950, William Donaldson
- Bagpipes, Anthony Baines, ISBN 0-902793-10-1, Book Rivers Museum, Univ. of Oxford, 3rd edition, 1995 147 pages with plates
- Woodwind Instruments & Their History, Anthony Baines, ISBN 0-486-26885-3, Nov. 1991, Dover Pub., with Bagpipe plates
- Highland Bagpipe Makers, Jeannie Campbell, Magnus Orr Publishing, 2001, ISBN 1-899780-02-5
- The Bagpipe, The History of a Musical Instrument, Francis Collinson, 1975
- The Piper in Peace and War, C.A. Malcolm, 1927
- Scots Guards: Standard Settings of Pipe Music, Paterson's Publications, 1954
- The Master Piper - Nine Notes That Shook the World, William Dixon (1733) & Matt Seattle 1995
- Mètode per a Sac de Gemecs, Jordi Vallverdú, CAT: Barcelona, 2008 [buy at labotiga@tradicionarius.com]
- Les cornamuses i el sac de gemecs, Simó Busquets i Peret; Francesc Sans i Bonet.

(Els autors amb col·laboració del Departament de Cultura, Generalitat de Catalunya, 95)